# Gaitana
Gaitana (in ucraino Гайтана?, Hajtana), pseudonimo di Hajta-Lurdes Klaverivna Essami (in ucraino Гайта-Лурдес Клаверівна Ессамі?) (Kiev, 29 settembre 1979), è una cantante e cantautrice ucraina, che ha rappresentato il proprio Paese all'Eurovision Song Contest 2012.

## Biografia
Gaitana è nata a Kiev, all'epoca nella Repubblica Socialista Sovietica Ucraina, una delle repubbliche dell'Unione Sovietica, ma si è successivamente spostata nella Repubblica del Congo, dove suo padre, Klaver Essami, è nato, vivendoci per cinque anni. Poi, Gaitana è ritornata in Ucraina con la madre, mentre il padre è rimasto a Brazzaville, dove possiede una ditta di trasporti. Secondo il Female Magazine (Ucraina), suo padre è il capo delle telecomunicazioni congolesi.

### Vita privata
Il 27 giugno 2017 Gaitana ha partorito ed è diventata mamma.

## Carriera
La sua musica mescola elementi di jazz, funk, soul, e musica folk. Canta in ucraino, inglese, russo, ma conosce anche francese e lingala. Gaitana ha un diploma in economia e, da giovane, ha studiato in una scuola musicale, dove ha suonato il sassofono. Ha primeggiato nel tennis da tavolo, rappresentando anche il proprio Paese in diverse competizioni. È coinvolta anche in altre attività sportive, fra cui il fitness ed il ciclismo.
Gaitana si è esibita all'Insediamento presidenziale di Barack Obama nel 2009.

## Eurovision Song Contest 2012
Gaitana ha rappresentato l'Ucraina all'Eurovision Song Contest 2012, tenutosi a Baku, con il brano Be My Guest. Gaitana è la prima cantante di origini afro-ucraine a rappresentare l'Ucraina alla manifestazione.
Dopo la sua designazione, Gaitana ha ricevuto critiche molto aspre nel proprio Paese dopo che un alto esponente del partito Unione pan-ucraina "Libertà" ha detto: “Gaitana non è una rappresentante organica della cultura ucraina”.
Ha raggiunto l'8ª posizione nella seconda semifinale, con 64 punti, qualificandosi per la finale, dove è arrivata al 16º posto con 65 punti.

## Discografia

### Album
- 2003 - O tebe - Gaitana & Unity
- 2005 - Slidom za toboju
- 2007 - Kaply doždja
- 2008 - Kukabarra
- 2008 - Tajnye želanyja
- 2010 - Tol'ko sehodnja
- 2012 - Viva, Europe!
- 2014 - Voodooman

### Singoli
- 2006 - Dva vikna
- 2007 - Šalenij
- 2009 - Neščodavno (con Stas Konkin)
- 2012 - Be My Guest
- 2013 - Aliens
- 2014 - Galaxy
- 2020 - A Paper Plane

## Premi
- Showbiz Award
  - Migliore star europea (premio speciale)
- Ukrainian Music Awards[5]
  - Miglior cantante femminile 2008
  - Miglior album 2008